# エルンスト・フォン・ジーメンス音楽財団
エルンスト・フォン・ジーメンス音楽財団は、スイスのツークにあるクラシック音楽と現代音楽のための財団である。

## 概要
設立は1972年で、現代音楽の世界で大きな知名度を持ったのは比較的最近である。エルンスト・フォン・ジーメンス音楽賞の授与で知られている。賞金は非常に高額であることで知られ、2023年現在主賞は250000ユーロである。このほか若手作曲賞を毎年3名選び表彰している。